# Maurice Vachon
Pour les articles homonymes, voir Vachon et Mad Dog.
Maurice Régis Vachon, né à Ville-Émard (Montréal) le 1er septembre 1929 et mort le 21 novembre 2013 à Omaha (Nebraska), aussi connu sous le surnom Mad Dog Vachon, est un lutteur et catcheur (lutteur professionnel) canadien.
Pratiquant la lutte libre, il représente son pays aux Jeux olympiques d'été de 1948 dans la catégorie des poids-moyens et remporte les Jeux de l'Empire Britannique en 1950 dans cette catégorie.
Il devient ensuite catcheur (lutteur professionnel) en 1950 au Québec puis en Oregon où on lui donne le surnom de Mad Dog. Il devient célèbre dans les années 1960 à l'American Wrestling Association (AWA) où il devient à cinq reprises champion du monde poids-lourds de l'AWA et deux fois champion du monde par équipe de l'AWA d'abord avec son frère Paul Vachon puis avec Verne Gagne. Il met un terme à sa carrière en 1986. Peu de temps après, une voiture le percute. Il souffre alors des fractures aux jambes et doit subir l'amputation de sa jambe droite.

## Biographie

### Jeunesse et carrière de lutteur
Maurice Régis Vachon est né le 1er septembre 1929 à Ville-Émard, un quartier ouvrier de Montréal. Il est le deuxième d'une famille de 13 enfants. Son père Ferdinand « Fred » Vachon est policier et sa mère, Margueritte Picard, est femme au foyer. En 1932, la famille déménage dans la paroisse Saint-Jean de Matha, voisine. Durant son enfance, il est le leader d'une bande d'enfants avec ses frères Marcel et Guy. Ils s'en prennent aux enfants anglophones qu'ils attaquent au parc Angrignon. En plus de cela, ils vandalisent des maisons en brisant des fenêtres et brisent les scellés des trains de marchandises.
Maurice n'aime pas l'école, notamment parce qu'il est gaucher et les professeurs le forcent à écrire de la main droite. Par contre, il s'intéresse à géographie car il souhaite voyager. Il va arrêter ses études à 13 ans pour travailler sur des chantiers de construction. Il se passionne pour la philatélie, la colombophilie et il va régulièrement voir des combats de catch au Forum de Montréal.
Il s'initie à la lutte dès l'âge de 12 ans quand son père l'inscrit dans une YMCA à Verdun. Il apprend la lutte auprès de Frank Saxon, un catcheur et entraîneur de l'équipe de lutte du Canada durant les Jeux olympiques d'été de 1928 et de 1932.
Le 24 mai 1947, il remporte le championnat du Canada de lutte libre dans la catégorie des moins de 78 kg (172 lb)en battant Don Trifinov. La même année, il se retrouve face à Gene Kiniski au cours d'une compétition. En fin d'année, il reçoit la distinction du sportif montréalais de l'année en devançant les gardiens de but des Canadiens Bill Durnan et Gerry McNeil.
Il participe à un tournoi d'exhibition de lutte au Québec le 11 mai 1948 afin de récolter des fonds pour participer au championnat du Canada qui va aussi servir de sélection pour les Jeux olympiques. 18 jours plus tard, il obtient sa place pour les Jeux olympiques de Londres en battant Gilles Millord en finale du championnat du Canada. Durant le tournoi olympique, il bat l'indien Keshav Roy avant de connaitre deux défaites par décision face au turc Adil Candemir puis face au finlandais Paavo Sepponen. Il se classe 8e du tournoi.

### Carrière de catcheur
Il est d'abord portier, videur, durant quelques années, dans un Cabaret ou débit de boisson nocturne montréalais. Sa carrière de lutteur professionnel débute ensuite, dans les années 1950. Son surnom de « Mad Dog » (chien enragé : à l'humeur massacrante, intimidante) lui est octroyé par Don Owen (en), un promoteur de Portland, en Oregon, au terme d'un combat pendant lequel il s'en est pris non seulement à son adversaire mais aussi à l'arbitre et à un policier. Ce dernier, aux dires de Vachon, a été projeté « dans la troisième rangée ».
Dans les années 1970, Maurice « Mad Dog » Vachon et son frère Paul « Butcher » Vachon livrent, en duo, des combats épiques aux « frères » Leduc, deux bûcherons chauves qui n'ont, en réalité, aucun lien de parenté entre eux. Ces combats font courir les foules et plus de 17 000 personnes se déplacent pour voir les quatre hommes en découdre dans une cage, en 1972.
En 1985, il participe à l'émission Les Super Étoiles de la lutte. Vachon prend sa retraite le 13 octobre 1986, au centre Paul-Sauvé de Montréal. Un an plus tard, il est victime d'un grave accident de la route qui force l'amputation de sa jambe droite au-dessous du genou. Quelque 40 000 admirateurs, dont le premier ministre du Canada, Brian Mulroney, lui envoient des vœux de prompt rétablissement. Mais sa popularité ne se dément pas et, durant sa retraite, il joue dans des publicités, il participe à des émissions de télévision (Droit de parole (1986), Les Aventures du pirate Mad Dog (1988)), il écrit sa biographie et il réalise un album de rap en français. Il prenait alors plaisir à évoquer sa popularité en disant qu'il avait tout fait pour être haï, sans y parvenir : « J'ai passé ma vie à vouloir me faire détester, mais je réalise que j'ai manqué mon coup. »
Maurice Vachon a été intronisé au WWE Hall of Fame le 27 mars 2010. Maurice Vachon, atteint de diabète et confiné depuis quelques années à un fauteuil roulant, est mort le 21 novembre 2013 dans sa maison d'Omaha, au Nebraska.

## Palmarès

### Comme lutteur
- Jeux olympiques d'été de 1948
  - 8e en lutte libre dans la catégorie des moins de 79 kg (174 lb).
- Jeux du Commonwealth de 1950
  -  en lutte libre dans la catégorie des moins de 79 kg (174 lb).

### Comme catcheur (lutteur professionnel)
- American Wrestling Association (AWA)
  - 3 fois champion par équipes du Midwest de l'AWA (deux fois avec Bob Orton puis avec Butcher Vachon)[8]
  - 5 fois champion du monde poids lourd de l'AWA[9]
  - 2 fois champion du monde par équipes de l'AWA avec Butcher Vachon et Verne Gagne[10]
  - 2 fois champion poids lourd du Nebraska[11]
  - 2 fois champion par équipes du Nebraska avec Haru Sasaki[12]
- Grand Prix Wrestling
  - 3 fois champion poids lourd[13]
  - 3 fois champion par équipes, deux fois avec Butcher Vachon puis avec Killer Kowalski[14]
- International Wrestling Association Montréal
  - 2 fois champion du monde poids lourd[15]
- International Wrestling Enterprise (en)
  - 1 fois champion du monde poids lourd de l'International Wrestling Alliance (IWA)[16]
  - 1 fois champion du monde par équipes de l'IWA avec Ivan Koloff[17]
- Mid-Atlantic Championship Wrestling (en)
  - 1 fois champion par équipes du Sud de la National Wrestling Alliance (NWA) Mid-Atlantic avec Paul Vachon[18]
- Pacific Northwest Wrestling
  - 6 fois champion poids lourd de la NWA Pacific Northwest[19]
  - 1 fois champion par équipes de la NWA Pacific Northwest avec Fritz von Goering[20]
- Pro Wrestling America (PWA)
  - 1 fois champion poids lourd de la PWA[21]
- Promotions Varoussac
  - 1 fois champion international par équipes avec Édouard Carpentier[22]
- Southwest Sports
  - 2 fois champion par équipes du Texas de la NWA avec Pierre LaSalle puis avec Paul Vachon[23]
  - 1 fois champion poids lourd junior du Texas de la NWA[24]
- Stampede Wrestling
  - 2 fois champion international par équipe de la Stampede Wrestling avec Butcher Vachon[25]